# Джаны-Кюч (Ат-Башинский район)
Джаны-Кюч (кирг. Жаңы-Күч) — высокогорное село в Ат-Башинском районе Нарынской области Киргизской республики. Входит в состав Казыбекского аильного округа. Постановлением Правительства Кыргызской Республики от 13 февраля 2007 года № 55 отнесен к населённым пунктам, расположенным в отдаленных и труднодоступных зонах Кыргызстана.
Расположено на берегу реки Кара-Коюн, на высоте 2180 м над уровнем моря. Находится в 24 км юго-восточнее административного центра с. Ат-Баши и в 250 км от железнодорожной станции Балыкчи.
Население по состоянию на 2009 год составляло 997 человек, которые, в основном, занимаются животноводством.
В селе имеется средняя школа, библиотека и медпункт.
Село находится в опасной зоне склоновых селевых потоков.